# چالان
چالان (انگلیسی: Chalán) نام یک منطقه مسکونی در کلمبیا است.